# 女华
女华（?—?），中国上古传说人物，嬴姓的母系祖先，少典的女儿。
女华嫁给大業，生下儿子大费，大费就是伯益。就是嬴姓的始祖，秦国、赵国的祖先就是女华。